# Socialni liberalizem
Socialni liberalizem je prepričanje, da bi liberalizem moral vključevati socialno pravičnost. To se razlikuje od klasičnega liberalizma, saj meni, da mora država imeti legitimno vlogo za reševanje gospodarskih in socialnih vprašanj, kot so brezposelnost, zdravstveno varstvo, izobraževanje in hkrati širiti državljanske pravice. Pod socialnim liberalizmom mora biti dobrobit skupnosti obravnavati kot skladna s svobodo posameznika. Socialnoliberalne politike so bile široko sprejete v velikem delu kapitalističnega sveta, predvsem po drugi svetovni vojni. Socialnoliberalne ideje in stranke se po navadi obravnavajo kot sredinske ali levosredinske. 